# ダニエル・ブレント
ダニエル・キャロル・ブレント（Daniel Carroll Brent, 1770年 - 1841年1月31日）は、アメリカ合衆国の政治家。

## 生涯
1770年、ブレントはロバート・ブレント (Robert Brent, 1730-1780) とアン・キャロル (Ann Carroll, 1733-1804) の息子として誕生した。
ブレントは財務省においてアレクサンダー・ハミルトン財務長官の下で働き、その後国務省に移った。ブレントは1817年に国務省首席事務官となり、1833年まで首席事務官を務めた。1825年3月には首席事務官として国務長官代行も務めた。1834年、ブレントはフランスのパリで領事となった。ブレントは1841年に死去するまでパリで領事を務めた。
1841年1月31日、ブレントはフランスのパリで死去した。ブレントの遺体はパリ郊外のペール・ラシェーズ墓地に埋葬された。